# NS 3900
De serie NS 3900 was een serie stoomlocomotieven voor sneltreinen, gebouwd in 1929-1930 voor de Nederlandse Spoorwegen.

## Beschrijving

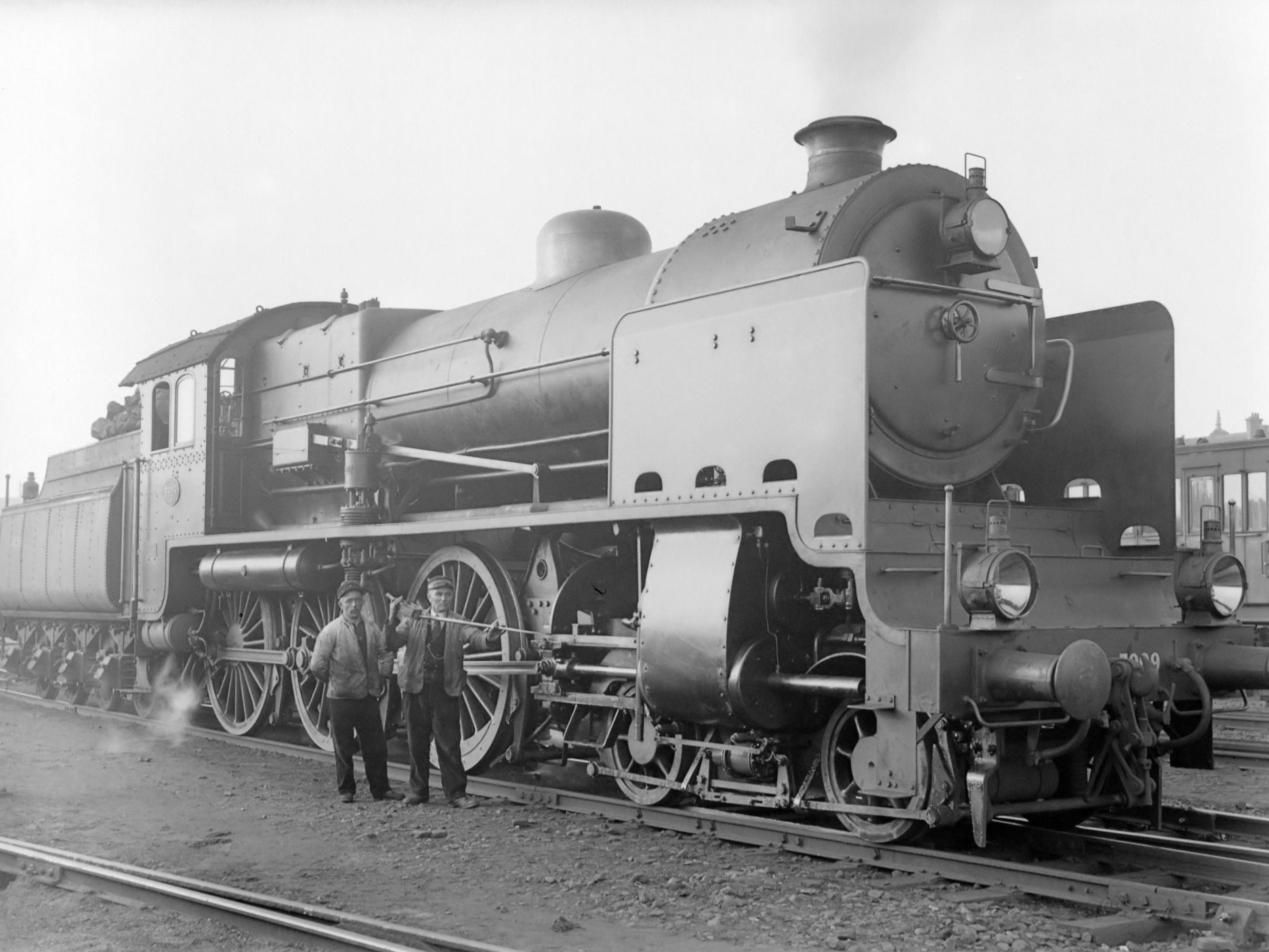
Stoomloc NS 3909 in 1931

De Nederlandse Spoorwegen hadden aan het eind van de jaren twintig behoefte aan een sneltreinlocomotief die sterker was dan de serie 3700, omdat steeds meer houten personenrijtuigen werden vervangen door stalen. Inmiddels kon ook de asdruk worden verhoogd van 16 ton naar 18 ton. Dit resulteerde in een ontwerp naar het voorbeeld van de series 3600 en 3700, dus met een asindeling van 2'C. De 3900 kreeg het staven- of barframe van de 3600. Qua ontwerp van ketel, cilinders en machinistenhuis leek ze op een vergrote 3700 met een krachtiger ketel. De cilinders kregen een middellijn van 420 mm in plaats van 400 mm. Hiermee werd zowel de trekkracht als het vermogen zo'n 15 procent groter. Dezelfde ketel werd later in de tenderlocs serie 6300 gebruikt. De tender was globaal gelijk aan die van de serie 3600 en de later gebouwde 4-assige tenders van de serie 3700. De serie was in staat om de zwaarste personentreinen snel op een snelheid van 100 km/uur te brengen.
De Duitse fabriek Henschel & Sohn, leverde de locs in twee series in 1929 en 1930. De eerste 22 locs uit 1929 (3901-3922) waren aanvankelijk nog niet uitgerust met windleiplaten. Om te voorkomen dat de wind de rook uit de schoorsteen in het zicht van de machinist zou blazen werden deze in 1930 aangebracht. Bij de tweede serie van tien (3923-3932) gebeurde dit direct bij aflevering.

## Bezwaren
Tot aan de Elektrificatie van spoorlijnen in Nederland hebben ze de zwaarste snel- en D-treinen getrokken, maar er waren ook nadelen. Vooral de stokers hadden het op een 3900 of 6300 erg zwaar. Ze waren net (of net niet) met de hand te stoken en het vermogen van 1600 PKi werd alleen gehaald met de beste kolen en een goede stoker. Ook technisch waren de locomotieven geen succes te noemen. Het ketelontwerp was ouderwets en ook de constructie van de cilinders en schuiven was van een verouderd ontwerp. Tevens liet de bouwkwaliteit te wensen over, wat resulteerde in scheurende binnenvuurkisten en buitenproportionele slijtage van diverse glijlagers van het drijfwerk.
Vrijwel direct na de indienststelling ontstond controverse over de kwaliteit van de 3900'en. Deze werd versterkt omdat, afgezien van de kolenconsumptie, de grotendeels overeenkomstige serie 6300 geen enkele van de bovengenoemde gebreken vertoonde. Door bevindingen van verschillende commissies zijn er aanpassingen gemaakt aan de constructie van de locomotief waardoor de problemen grotendeels werden opgelost. Het slecht stoom maken van de serie is echter tot de buitendienststelling blijven bestaan, ondanks verschillende proefnemingen. Dit was deels te wijten aan de constructie van de cilinderblokken, waar grootschalige aanpassingen vaak een compleet nieuw cilinderblok zouden betekenen. Door de hoge kosten werd bij de serie 3900 hiervan afgezien.
Toen men op het middennet problemen had met de nieuwe dieseldrie-treinstellen, die voor snelle verbindingen moesten zorgen tussen de grote steden, werden er ter vervanging zogenaamde 'stoomdiesels' gesteld, korte sneltreinen getrokken door een stoomlocomotief, die de rijtijden van de dieseltreinstellen moesten kunnen bijhouden. Daarvoor werden eerst proefritten gehouden met locs van de series 2100, 3700 en 3900. Het bleek dat zowel de 2100 als de 3700 sneller was dan de 3900. Dit had te maken met het feit dat de 3900 over een hoge eigen rolweerstand beschikte, waardoor het type minder geschikt was voor lichte sneltreinen.
Na de bevrijding van de Duitse bezetting in Nederland was het snel gedaan met het gebruik van de 3900, op een enkele snel- of D-trein na. Geen enkel exemplaar is bewaard gebleven. Wel beschikt de bewaarde NS 6317 over de ketel van de 3927.
De 3900 was de laatste speciaal voor Nederland ontworpen sneltreinstoomlocomotief. Weliswaar bestelde men in de oorlog in Zweden de serie 4000, maar deze serie was toch meer bedoeld om snel het vernielde spoorwegbedrijf weer op gang te brengen.

## Foto’s

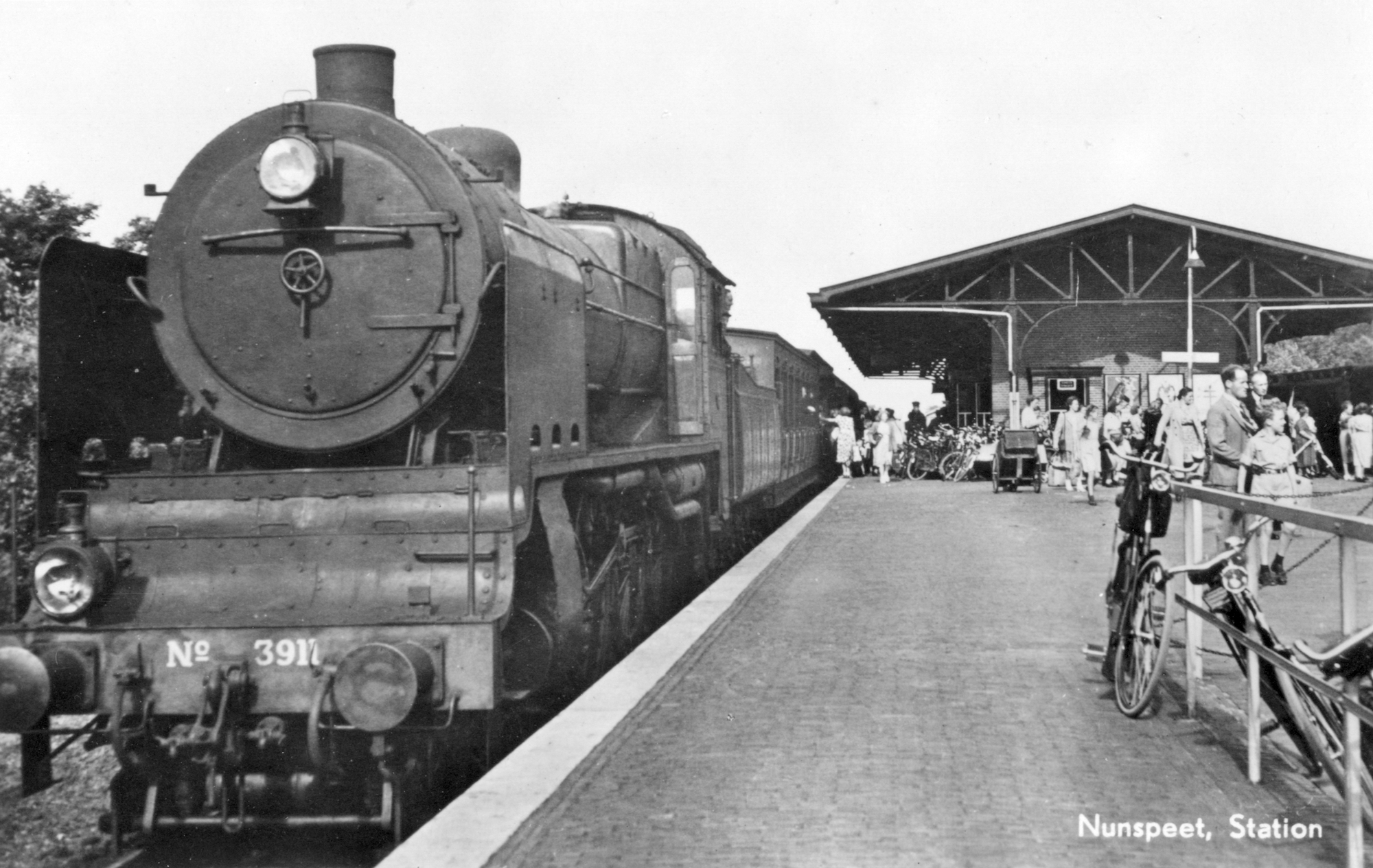
Stoomtrein met loc 3911 te Nunspeet; circa 1930. Collectie Utrechts Archief.
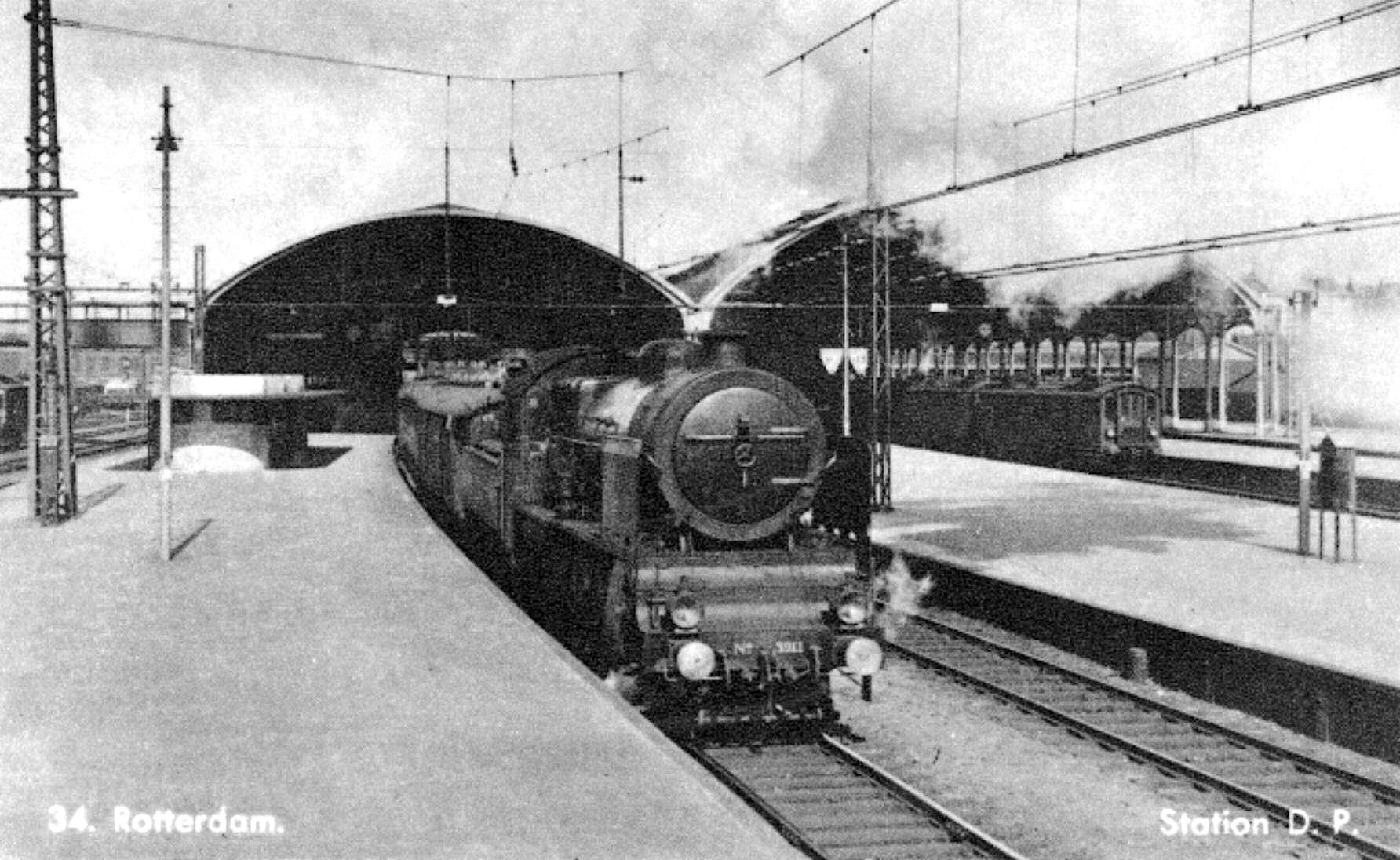
Stoomtrein met loc 3911 te Rotterdam Delftsche Poort; circa 1930. Collectie Utrechts Archief.
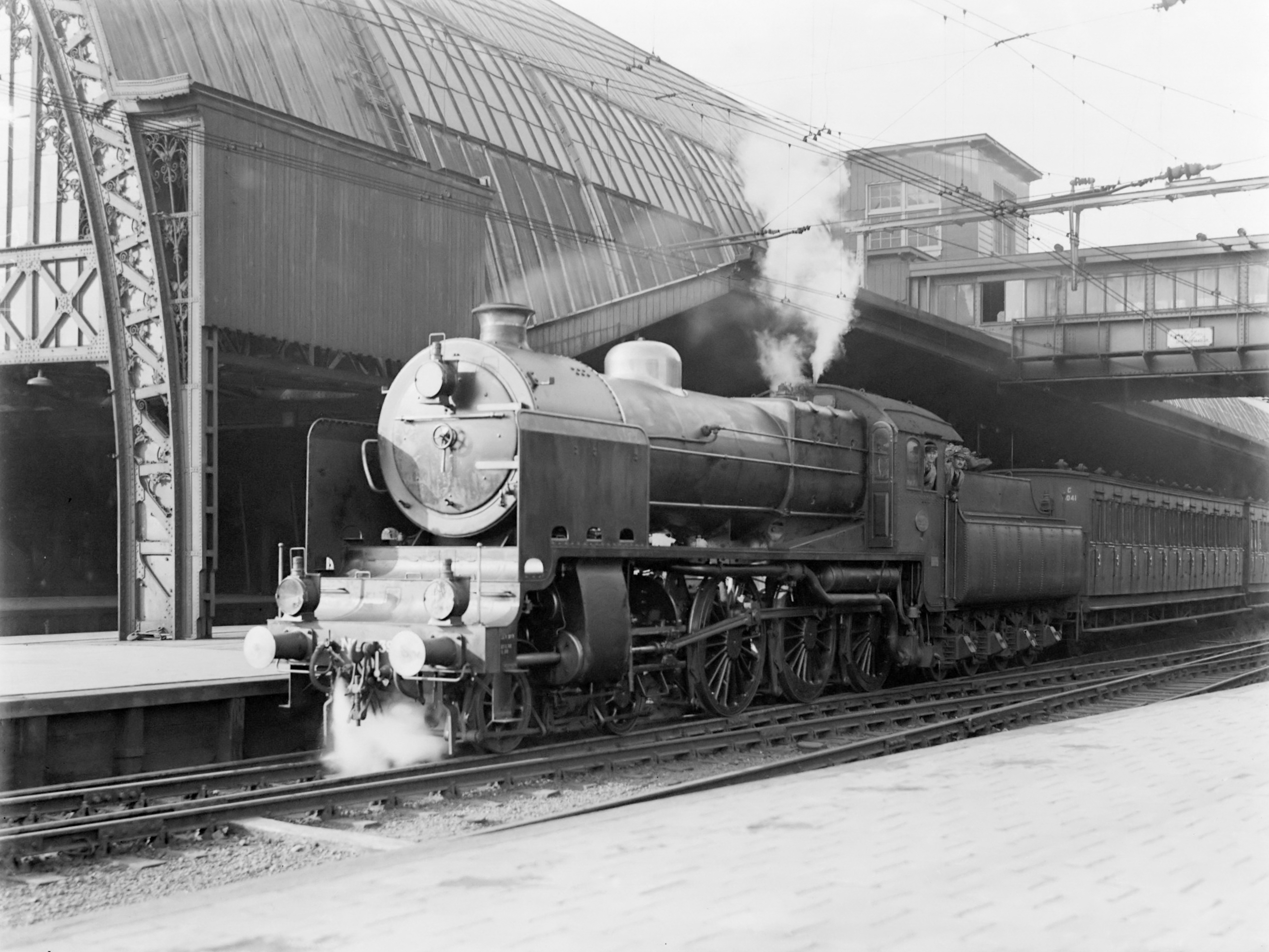
Stoomlocomotief uit de 3900-serie te Amsterdam CS; 1932.
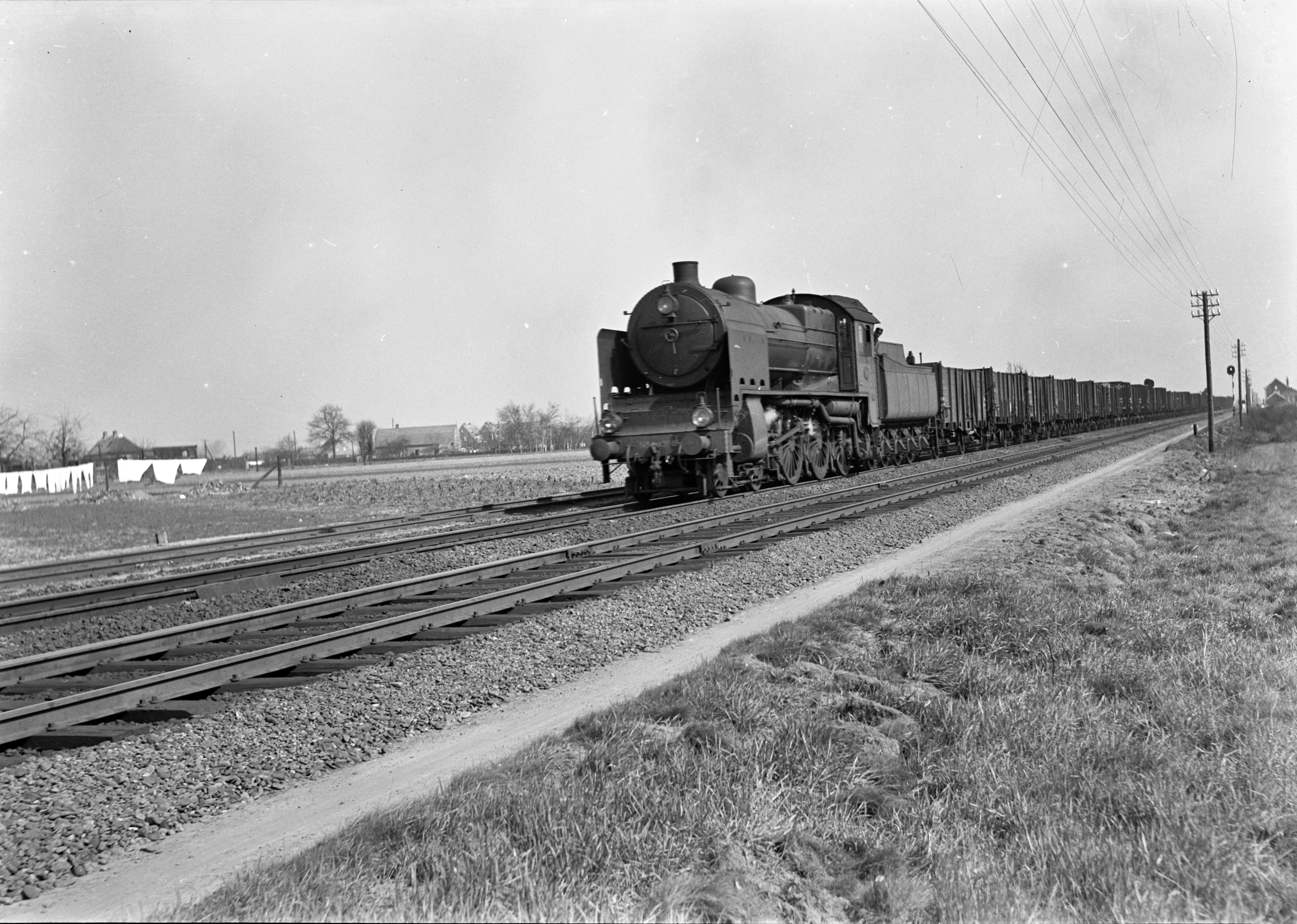
Kolentrein, getrokken door een loc serie 3900 van de N.S. bij Wijchen. (25-03-1953)
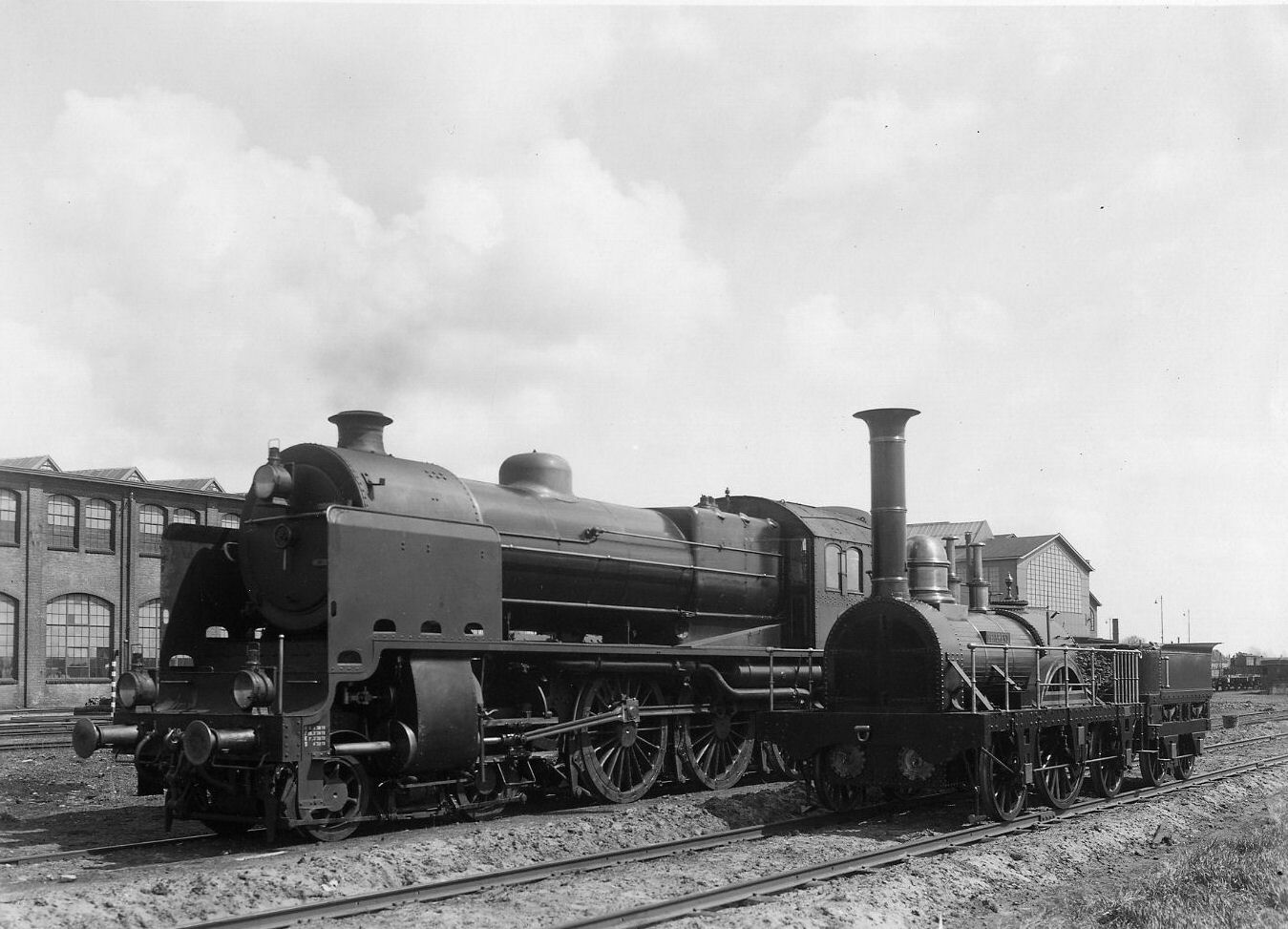
Replica van de Arend naast loc serie 3900 bij de centrale werkplaats te Zwolle
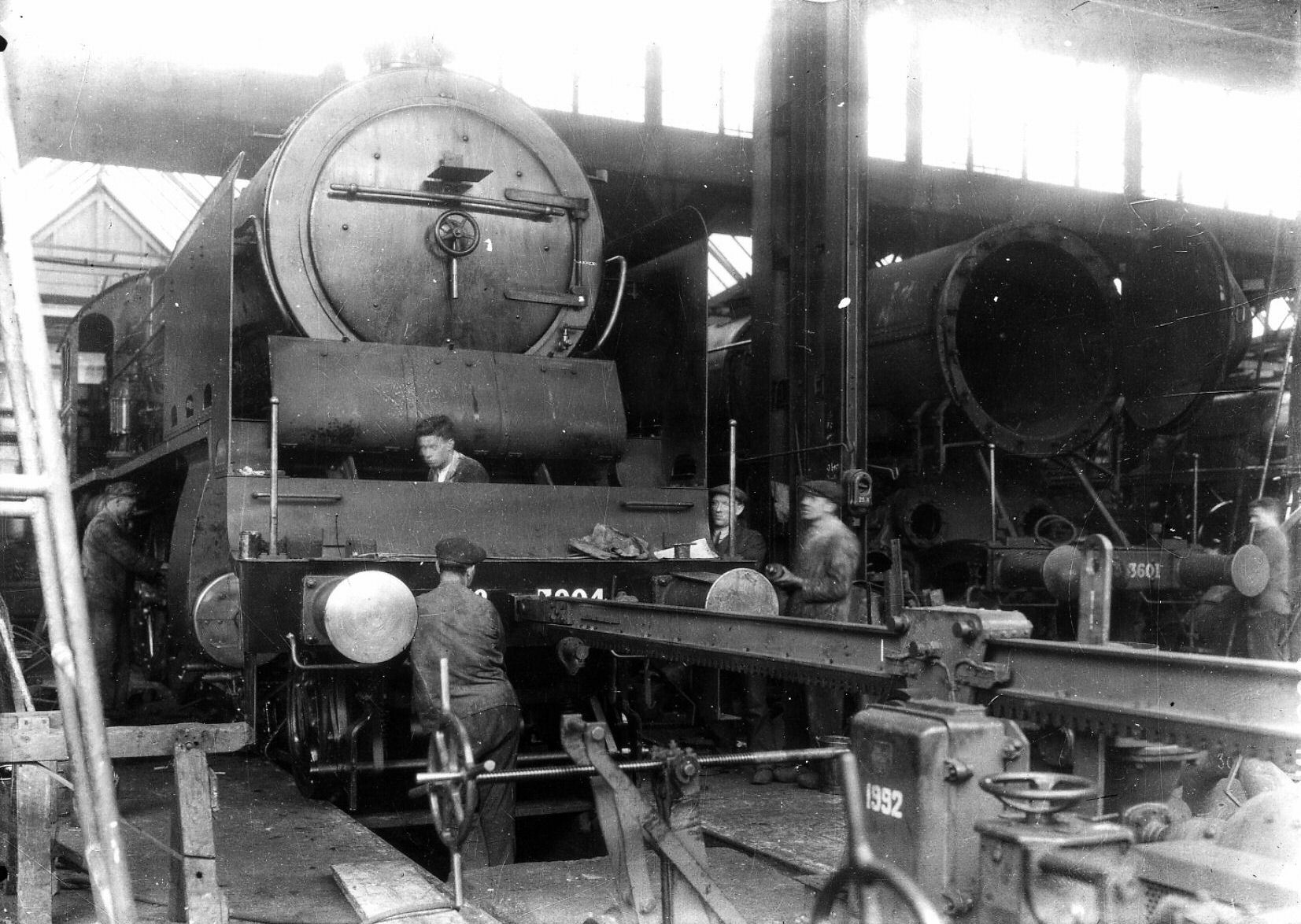
Stoomlocomotief NS 3904 tijdens revisie in de Hoofdwerkplaats Tilburg. Rechts de NS 3601.
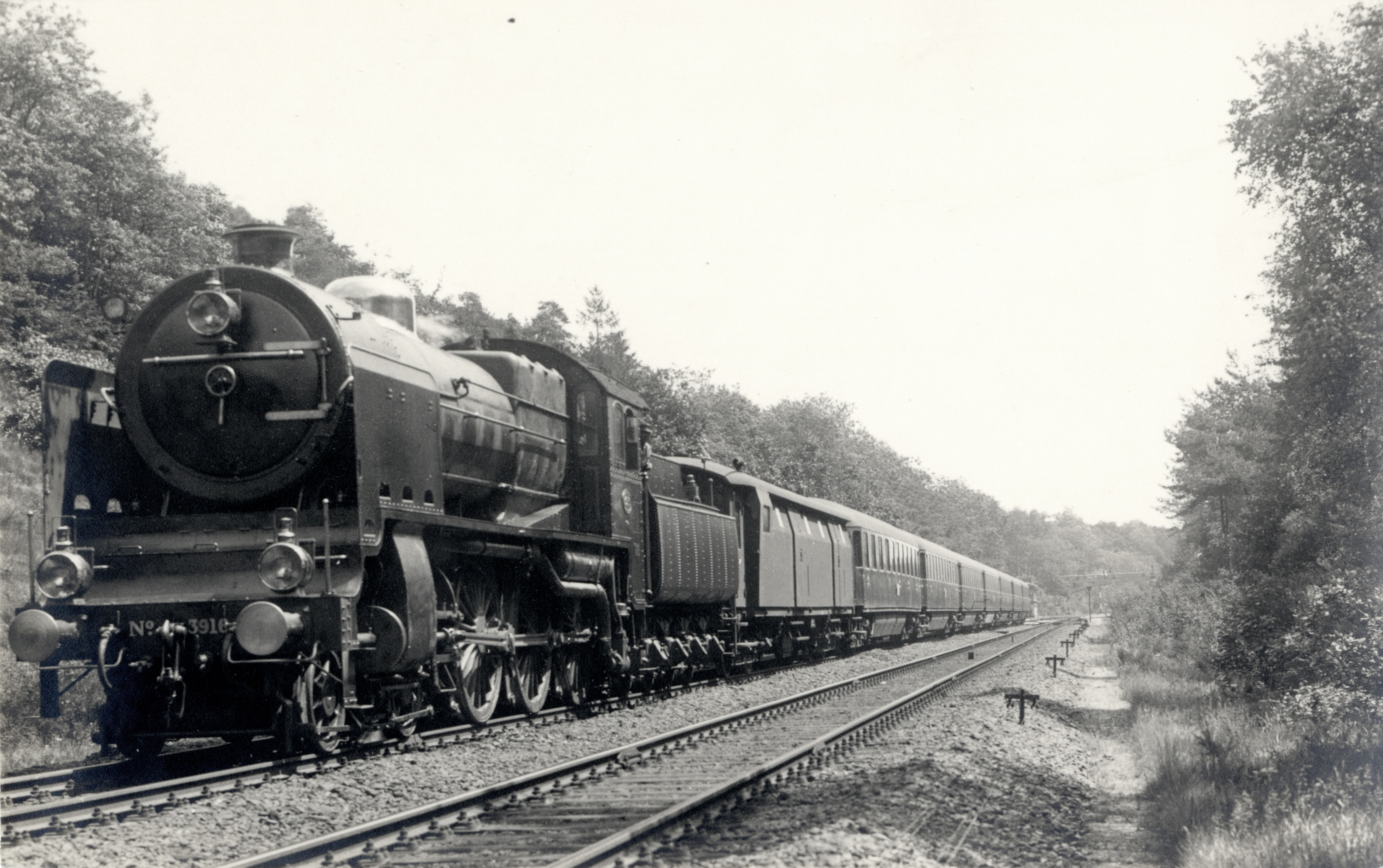
Stoomlocomotief NS 3916 met stalen rijtuigen bij Baarn.
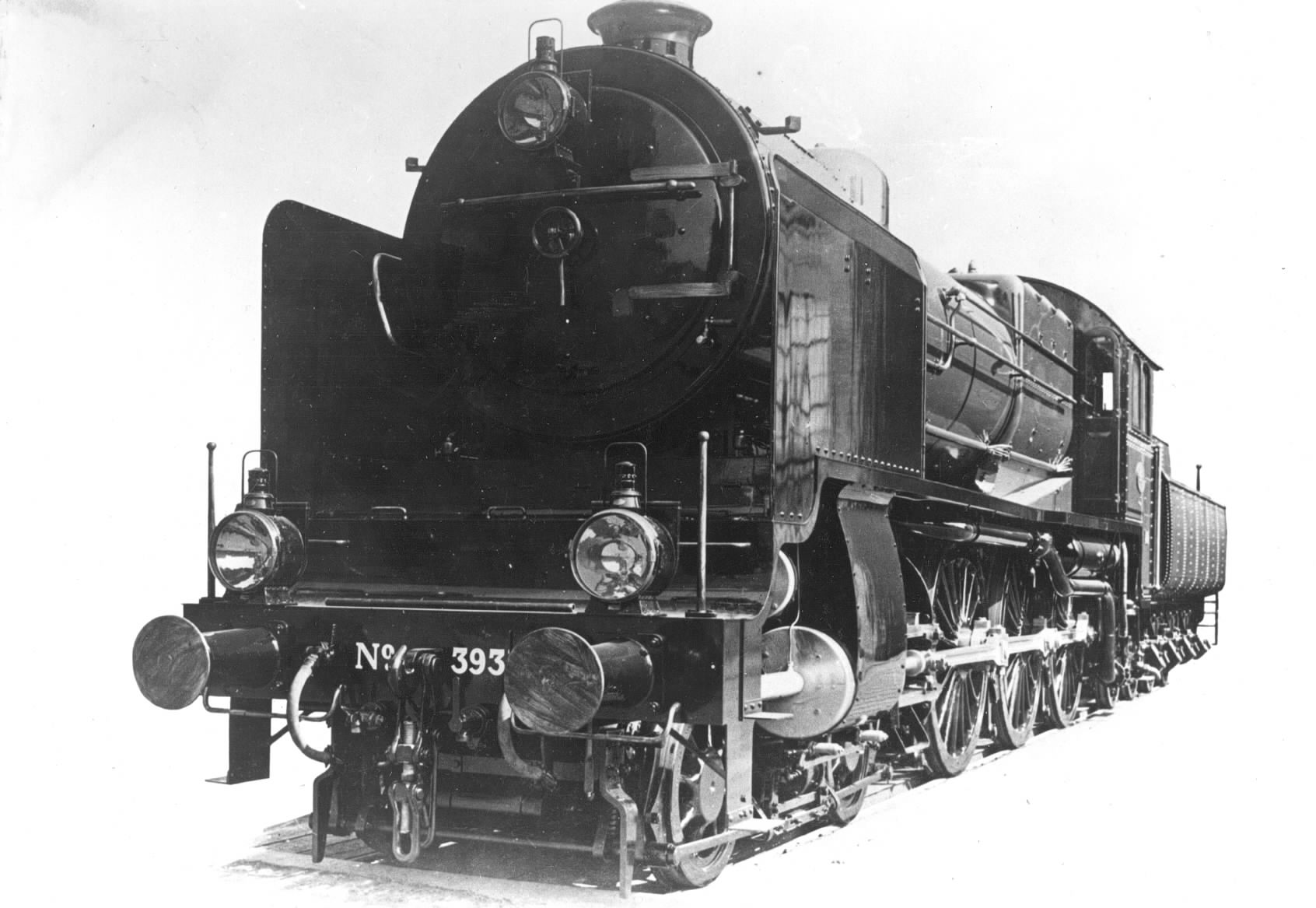
NS 3931
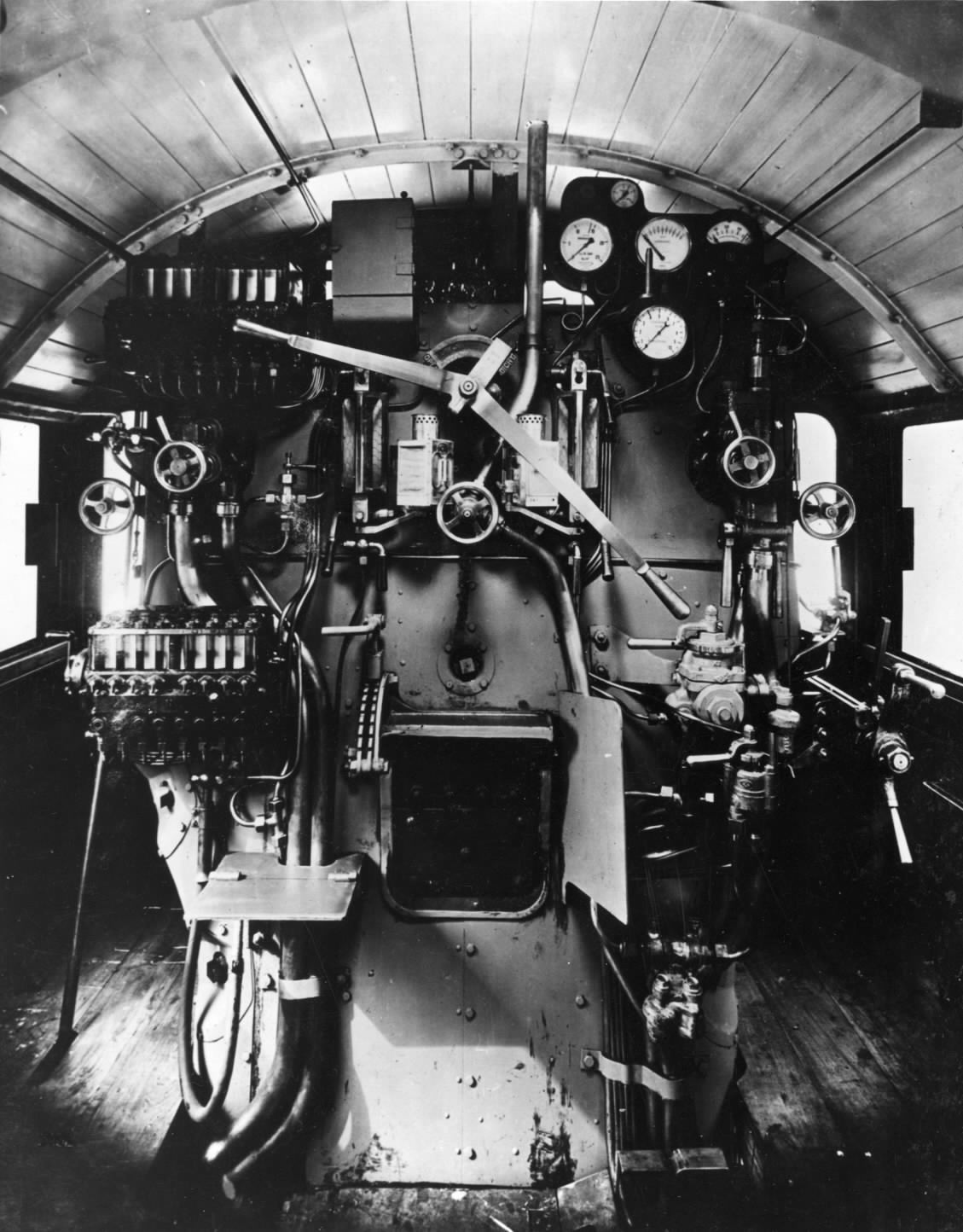
Machinistenhuis